# Üsztöbe
Üsztöbe (kaz. Үштөбе) – miasto w Kazachstanie; w obwodzie żetysuskim; 22 685 mieszkańców (2021); w mieście znaleźli drugi dom Koreańczycy, deportowani w 1937 roku na rozkaz Stalina z przygranicznych obszarów radzieckiego Dalekiego Wschodu.

## Etymologia
W języku kazachskim „üsz töbe” (үш төбе) oznacza „trzy góry”.